# Simon Dalby
Pour les articles homonymes, voir Dalby.

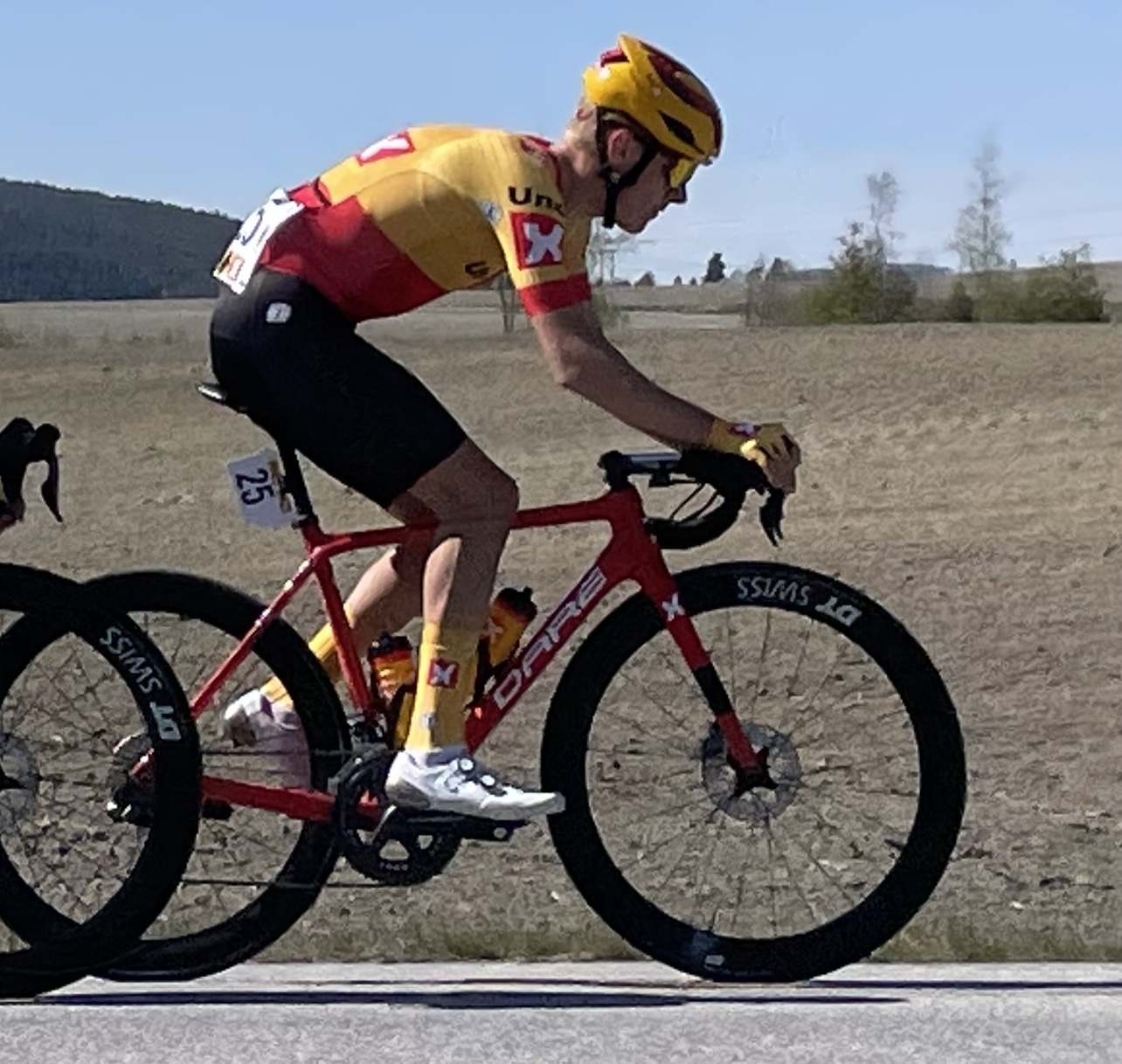
Simon Dalby lors du Ringerike Grand Prix 2022

Simon Dalby, né le 29 janvier 2003 à Holstebro, est un coureur cycliste danois.

## Biographie
Simon Dalby commence le cyclisme à l'âge de neuf ans au Holstebro Cykle Club. Il rejoint le club Mascot Workwear lors de son entrée chez les juniors (moins de 19 ans). 
En 2021, il obtient de bons résultats au niveau international en terminant quatrième d'une étape de la Course de la Paix juniors, cinquième de La Philippe Gilbert Juniors et dixième d'Aubel-Thimister-Stavelot. La même année, il représente son pays lors des championnats du monde de Louvain, où il prend la 36e place de la course en ligne juniors. 
Il intègre ensuite la formation Uno-X Dare Development en 2022, réserve de l'équipe professionnelle Uno-X Pro. Bon grimpeur, il se classe troisième d'une étape du Tour d'Italie espoirs, cinquième du Sundvolden GP ou encore dixième de la Course de la Paix-Grand Prix Jeseníky, pour ses débuts espoirs (moins de 23 ans). En septembre 2022, la formation Uno-X Pro annonce avoir signé un premier contrat professionnel de deux ans avec le coureur danois pour les saisons 2025 et 2026.
Il remporte ses premiers succès notables avec l'équipe nationale danoise espoirs dans le cadre de la Coupe des Nations espoirs 2023 : lors de la Course de la Paix-Grand Prix Jeseníky, il remporte l'arrivée en montagne de la deuxième étape et se classe deuxième au classement général final derrière Antoine Huby. En 2024, il termine sixième du Tour de l'Avenir et quatrième de la Course de la Paix-Grand Prix Jeseníky. Lors du Sundvolden GP, il rate de peu sa première victoire dans la catégorie élite, terminant deuxième à cinq secondes de son coéquipier Idar Andersen.
Pour la saison 2025, il rejoint officiellement l'UCI ProTeam Uno-X Mobility. 

## Palmarès
- 2020
  - 2e du Tour Te Fjells Juniors
- 2021
  - Tour Te Fjells Juniors :
    - Classement général
    - 1re (contre-la-montre) et 2e étapes

  - 3e du championnat du Danemark du contre-la-montre par équipes juniors
- 2023
  - 2e étape de la Course de la Paix-Grand Prix Jeseníky
  - 3e étape du Tour de l'Avenir (contre-la-montre par équipes)
  - 2e de la Course de la Paix-Grand Prix Jeseníky
- 2024
  - 2e du Sundvolden GP
- 2025
  - 3e étape de la Course de la Paix-Grand Prix Jeseníky
  - 2e de la Course de la Paix-Grand Prix Jeseníky

## Classements mondiaux
| Année                                 | 2022  | 2023 | 2024 |
| ------------------------------------- | ----- | ---- | ---- |
| Classement mondial                    | 1684e | 831e | 423e |
| UCI Europe Tour                       | 1107e | nc   | nc   |
|                                       |       |      |      |
| Légende : nc = non classéSource : UCI |       |      |      |